# Mr. Pickles
A Mr. Pickles egy felnőtteknek szóló rajzfilmsorozat, amelyet Dave Stewart és Will Carsola készítettek. A műsor a Goodman család háziállatát, Mr Pickles-t helyezi előnybe, de a család többi tagja is főszereplőnek számít. Mr Pickles egy fekete Border Collie, aki egy sátáni leszármazott, ezért nagyon sok embert gyilkol, csonkol és rettenetesen bántalmaz, de teljes mértékben perverz is és a nekrofíliától sem retten meg. Ezt a titkot csak a Goodman család nagypapája, Henry tudja, viszont senki nem hisz neki és még pluszban Pickles is szivatja a beteg áldozataival együtt. Az egyetlen ember akinek kegyelmez, az a család legfiatalabb tagja, Tommy, akinek mindig a nyomában van, és ha bárki is árt/ártott neki, azt azonnal megbosszulja, amint lehetősége lesz rá.
A sorozat 3 évadot és egy befejező részt is kapott ami lezárja a sorozatot (ezért van a 4 évadnak csak 1 része). A finálé után kapott egy spin-of szériát is amit Momma Named Me Seriff  (Mamma kicsi seriffje) nevet viseli.
A sorozat vegyes kritikákat kapott. Nyersen ábrázolt erőszakossága és beteg humora miatt sokak nem szeretik.
Amerikában TVMA besorolást kapott, ami Magyarországon a 18+-nak felel meg.

## Epizódok
| Évad | Évad     | Epizódok | Eredeti sugárzás     | Eredeti sugárzás    | Eredeti adó | Magyar sugárzás  | Magyar sugárzás  | Magyar adó |
| Évad | Évad     | Epizódok | Évadpremier          | Évadfinálé          | Eredeti adó | Évadpremier      | Évadfinálé       | Magyar adó |
| ---- | -------- | -------- | -------------------- | ------------------- | ----------- | ---------------- | ---------------- | ---------- |
|      | Bevezető | Bevezető | 2013. augusztus 25.  | 2013. augusztus 25. | Adult Swim  | n. a.            | n. a.            | HBO Max    |
|      | 1.       | 10       | 2014. szeptember 21. | 2014. november 23.  | Adult Swim  | 2022. március 8. | 2022. március 8. | HBO Max    |
|      | 2.       | 10       | 2016. április 17.    | 2016. június 26.    | Adult Swim  | 2022. március 8. | 2022. március 8. | HBO Max    |
|      | 3.       | 10       | 2018. február 26.    | 2018. március 26.   | Adult Swim  | 2022. március 8. | 2022. március 8. | HBO Max    |
|      | Befejező | Befejező | 2019. november 18.   | 2019. november 18.  | Adult Swim  | 2022. március 8. | 2022. március 8. | HBO Max    |